# Лиховидько Віктор Юрійович
Ві́ктор Ю́рійович Лихови́дько (нар. 13 квітня 1992) — український футболіст, центральний півзахисник «Минаю».

## Життєпис
Вихованець ДЮСШ «Гарт-Рось». У 2008 році виступав в аматорському клубі ДЮСШ-Зеніт (Боярка) (6 матчів). У сезоні 2009/10 років став гравцем першолігового білоцерківського «Арсеналу». На професіональному рівні дебютував 24 травня 2010 року в програному (2:3) виїзному поєдинку першої ліги проти луцької «Волині». Віктор вийшов на поле на 80-й хвилині, замінивши Юрія Степанюка. Того сезону в першій лізі провів 3 поєдинки. Сезон 2010/11 років також розпочав у Білій Церкві, в складі якої зіграв 2 матчі в кубку України. Другу частину сезону відіграв у складі друголігової «Єдності» (Плиски). У новому клубі дебютував 16 квітня 2011 року в програному (0:2) домашньому поєдинку групи А проти ФК «Сум». Лиховидько вийшов на поле в стартовому складі, але до кінця поєдинку не дограв: на 58-й хвилині отримав першу жовту картку, а на 83-й — другу, після чого був видалений з поля. Єдиним голом у футболці клубу з Плисок відзначився 21 травня 2011 року на 9-й хвилині переможного (3:1) виїзного поєдинку 20-о туру групи А проти тернопільської «Ниви». Віктор вийшов на поле в стартовому складі та відіграв увесь матч. 
У 2012 році виїхав за кордон, де став гравцем таджицького клубу «Регар-ТадАЗ» (4 матчі, 2 голи). Першу частину сезону 2013/14 років провів у складі «Арсенала-Київщини». Дебютував у футболці білоцерківського колективу 22 серпня 2013 року в переможному (1:0) домашньому поєдинку 7-о туру другої ліги проти стрийської «Скали». Лиховидько вийшов у стартовому складі та відіграв увесь матч. У складі «Арсенала-Київщини» відіграв 16 поєдинків. У 2014 році знову виїхав за кордон, цього разу до Чехії. 
Під час зимової перерви сезону 2015/16 років став гравцем рівненського «Вереса». Дебютував у футболці рівнян 27 березня 2016 року в переможному (1:0) виїзному поєдинку 16-о туру першої ліги проти «Нікополя-НПГУ». Віктор вийшов на поле в стартовому складі та відіграв увесь матч. У складі рівненського клубу зіграв 10 матчів. У середині червня 2016 року залишив розташування «Вереса», після чого намагався працевлаштуватися в Польщі, але зрештою перейшов до аматорського клубу «Уманьфермаш». Сезон 2016/17 років провів у складі аматорського клубу «Єдність» (Плиски).
На початку липня 2016 року перебував на пеперегляді в петрівському «Інгульці». Проте напередодні початку сезону 2017/18 років приєднався до ФК «Сум». У футболці «городян» дебютував 15 липня 2017 року в переможному (1:0) виїзному поєдинку 1-о туру першої ліги проти охтирського «Нафтовика-Укрнафти». Лиховидько вийшов на поле в стартовому складі, але вже на 39-й хвилині був замінений Максимом Лісовим.

## Статистика
| Сезон   | Клуб               | Ліга                         | Чемпіонат | Чемпіонат | Кубок | Кубок | Першість дублерів | Першість дублерів |
| Сезон   | Клуб               | Ліга                         | Ігри      | Голи      | Ігри  | Голи  | Ігри              | Голи              |
| ------- | ------------------ | ---------------------------- | --------- | --------- | ----- | ----- | ----------------- | ----------------- |
| 2008    | «Зеніт» (Боярка)   | ЧУ серед аматорів            | 6         | 0         | 0     | 0     | 0                 | 0                 |
| 2009/10 | «Арсенал-Київщина» | Перша ліга                   | 3         | 0         | 2     | 0     | 0                 | 0                 |
| 2010/11 | «Арсенал-Київщина» | Перша ліга                   | 0         | 0         | 2     | 0     | 0                 | 0                 |
| 2010/11 | «Єдність»          | Друга ліга                   | 7         | 1         | 0     | 0     | 0                 | 0                 |
| 2012    | «Регар-ТадАЗ»      | Чемпіонат Таджикистану       | 4         | 2         | 0     | 0     | 0                 | 0                 |
| 2013/14 | «Арсенал-Київщина» | Друга ліга                   | 16        | 0         | 0     | 0     | 0                 | 0                 |
| 2015/16 | «Верес»            | Друга ліга                   | 10        | 0         | 0     | 0     | 0                 | 0                 |
| 2016    | «Уманьферммаш»     | Чемпіонат Черкаської області | 10        | 2         | 0     | 0     | 0                 | 0                 |
| 2016/17 | «Єдність»          | ЧУ серед аматорів            | 9         | 2         | 0     | 0     | 0                 | 0                 |
| 2017/18 | «Суми»             | Перша ліга                   | 21        | 0         | 1     | 0     | 0                 | 0                 |
| 2018/19 | «Суми»             | Перша ліга                   | 17        | 2         | 1     | 0     | 0                 | 0                 |
| 2018/19 | «Гірник-Спорт»     | Перша ліга                   | 9         | 0         | 0     | 0     | 0                 | 0                 |
| 2019/20 | «Гірник-Спорт»     | Перша ліга                   | 18        | 2         | 3     | 1     | 0                 | 0                 |
| 2019/20 | «Чорноморець»      | Перша ліга                   | 10        | 1         | 0     | 0     | 0                 | 0                 |
| 2020/21 | «Чорноморець»      | Перша ліга                   | 20        | 6         | 2     | 0     | 0                 | 0                 |